# Road to Le Mans 2021
Navigation
Édition précédente Édition suivante
La 6e édition du Road to Le Mans 2021 est une course de voitures de sport organisée sur le Circuit des 24 Heures au Mans, en France, qui s'est déroulée le 19 août 2021 et 21 août 2021 dans le cadre des 24 Heures du Mans. Il s'agissait de la quatrième manche du championnat Michelin Le Mans Cup 2021 et toutes les catégories de voitures du championnat ont participé à la course.

## Course 1

### Classement de la course
Voici le classement provisoire au terme de la course.
- Les vainqueurs de chaque catégorie sont signalés par un fond jauni.

| Pos  | Classe | no | Écurie                          | Pilotes                                        | Châssis                         | Pneus | Tours | Temps            |
| Pos  | Classe | no | Écurie                          | Pilotes                                        | Moteur                          | Pneus | Tours | Temps            |
| ---- | ------ | -- | ------------------------------- | ---------------------------------------------- | ------------------------------- | ----- | ----- | ---------------- |
| 1    | LMP3   | 7  | Nielsen Racing                  | Colin Noble Anthony Wells                      | Ligier JS P320                  | M     | 12    | 57 min 24 s 754  |
| 1    | LMP3   | 7  | Nielsen Racing                  | Colin Noble Anthony Wells                      | Nissan VK56DE 5,6 L V8 Atmo     | M     | 12    | 57 min 24 s 754  |
| 2    | LMP3   | 66 | Rinaldi Racing                  | Alexander Mattschull (de) Nicolás Varrone (en) | Duqueine M30 - D08              | M     | 12    | + 7 s 203        |
| 2    | LMP3   | 66 | Rinaldi Racing                  | Alexander Mattschull (de) Nicolás Varrone (en) | Nissan VK56DE 5,6 L V8 Atmo     | M     | 12    | + 7 s 203        |
| 3    | LMP3   | 69 | Cool Racing                     | Maurice Smith (en) Matthew Bell                | Ligier JS P320                  | M     | 12    | + 10 s 628       |
| 3    | LMP3   | 69 | Cool Racing                     | Maurice Smith (en) Matthew Bell                | Nissan VK56DE 5,6 L V8 Atmo     | M     | 12    | + 10 s 628       |
| 4    | LMP3   | 32 | United Autosports               | Andy Meyrick Daniel Schneider                  | Ligier JS P320                  | M     | 12    | + 12 s 161       |
| 4    | LMP3   | 32 | United Autosports               | Andy Meyrick Daniel Schneider                  | Nissan VK56DE 5,6 L V8 Atmo     | M     | 12    | + 12 s 161       |
| 5    | LMP3   | 19 | Cool Racing                     | Niklas Krütten Mathieu de Barbuat              | Ligier JS P320                  | M     | 12    | + 14 s 137       |
| 5    | LMP3   | 19 | Cool Racing                     | Niklas Krütten Mathieu de Barbuat              | Nissan VK56DE 5,6 L V8 Atmo     | M     | 12    | + 14 s 137       |
| 6    | LMP3   | 18 | Mühlner Motorsport              | Andres Latorre Canon Garnet Patterson          | Duqueine M30 - D08              | M     | 12    | + 17 s 105       |
| 6    | LMP3   | 18 | Mühlner Motorsport              | Andres Latorre Canon Garnet Patterson          | Nissan VK56DE 5,6 L V8 Atmo     | M     | 12    | + 17 s 105       |
| 7    | LMP3   | 27 | Nielsen Racing                  | Nicholas Adcock Max Koebolt                    | Ligier JS P320                  | M     | 12    | + 22 s 913       |
| 7    | LMP3   | 27 | Nielsen Racing                  | Nicholas Adcock Max Koebolt                    | Nissan VK56DE 5,6 L V8 Atmo     | M     | 12    | + 22 s 913       |
| 8    | LMP3   | 15 | RLR Msport                      | Alex Kapadia Martin Rich                       | Ligier JS P320                  | M     | 12    | + 24 s 617       |
| 8    | LMP3   | 15 | RLR Msport                      | Alex Kapadia Martin Rich                       | Nissan VK56DE 5,6 L V8 Atmo     | M     | 12    | + 24 s 617       |
| 9    | LMP3   | 33 | CD Sport                        | Michael Jensen Adam Eteki                      | Ligier JS P320                  | M     | 12    | + 26 s 864       |
| 9    | LMP3   | 33 | CD Sport                        | Michael Jensen Adam Eteki                      | Nissan VK56DE 5,6 L V8 Atmo     | M     | 12    | + 26 s 864       |
| 10   | LMP3   | 37 | Cool Racing                     | Antoine Doquin Josh Skelton                    | Ligier JS P320                  | M     | 12    | + 36 s 185       |
| 10   | LMP3   | 37 | Cool Racing                     | Antoine Doquin Josh Skelton                    | Nissan VK56DE 5,6 L V8 Atmo     | M     | 12    | + 36 s 185       |
| 11   | LMP3   | 71 | Team Virage                     | Garett Grist Rob Hodes                         | Ligier JS P320                  | M     | 12    | + 45 s 048       |
| 11   | LMP3   | 71 | Team Virage                     | Garett Grist Rob Hodes                         | Nissan VK56DE 5,6 L V8 Atmo     | M     | 12    | + 45 s 048       |
| 12   | LMP3   | 22 | United Autosports               | Scott Andrews (de) Gerald Kraut                | Ligier JS P320                  | M     | 12    | + 55 s 618       |
| 12   | LMP3   | 22 | United Autosports               | Scott Andrews (de) Gerald Kraut                | Nissan VK56DE 5,6 L V8 Atmo     | M     | 12    | + 55 s 618       |
| 13   | LMP3   | 30 | Frikadelli Racing Team (de)     | Klaus Abbelen (en) Axcil Jefferies             | Ligier JS P320                  | M     | 12    | + 56 s 072       |
| 13   | LMP3   | 30 | Frikadelli Racing Team (de)     | Klaus Abbelen (en) Axcil Jefferies             | Nissan VK56DE 5,6 L V8 Atmo     | M     | 12    | + 56 s 072       |
| 14   | LMP3   | 77 | Team Thor                       | Auðunn Guðmundsson (en) Tom Ashton             | Ligier JS P320                  | M     | 12    | + 1 min 14 s 675 |
| 14   | LMP3   | 77 | Team Thor                       | Auðunn Guðmundsson (en) Tom Ashton             | Nissan VK56DE 5,6 L V8 Atmo     | M     | 12    | + 1 min 14 s 675 |
| 15   | LMP3   | 5  | Phoenix Racing                  | Hamza Owega Finn Gehrsitz                      | Ligier JS P320                  | M     | 12    | + 1 min 15 s 590 |
| 15   | LMP3   | 5  | Phoenix Racing                  | Hamza Owega Finn Gehrsitz                      | Nissan VK56DE 5,6 L V8 Atmo     | M     | 12    | + 1 min 15 s 590 |
| 16   | LMP3   | 23 | United Autosports               | John Schauerman Duncan Tappy                   | Ligier JS P320                  | M     | 12    | + 1 min 17 s 123 |
| 16   | LMP3   | 23 | United Autosports               | John Schauerman Duncan Tappy                   | Nissan VK56DE 5,6 L V8 Atmo     | M     | 12    | + 1 min 17 s 123 |
| 17   | LMP3   | 12 | Black Falcon                    | Donar Nils Munding Maik Rosenberg              | Ligier JS P320                  | M     | 12    | + 1 min 20 s 324 |
| 17   | LMP3   | 12 | Black Falcon                    | Donar Nils Munding Maik Rosenberg              | Nissan VK56DE 5,6 L V8 Atmo     | M     | 12    | + 1 min 20 s 324 |
| 18   | LMP3   | 25 | Racing Spirit of Léman          | Théo Chalal Jacques Wolff                      | Ligier JS P320                  | M     | 12    | + 1 min 20 s 952 |
| 18   | LMP3   | 25 | Racing Spirit of Léman          | Théo Chalal Jacques Wolff                      | Nissan VK56DE 5,6 L V8 Atmo     | M     | 12    | + 1 min 20 s 952 |
| 19   | GT3    | 8  | Iron Lynx                       | Rory Penttinen Logan Sargeant                  | Ferrari 488 GT3 Evo 2020        | M     | 12    | + 1 min 24 s 074 |
| 19   | GT3    | 8  | Iron Lynx                       | Rory Penttinen Logan Sargeant                  | Ferrari F154CB 3,9 L V8 Turbo   | M     | 12    | + 1 min 24 s 074 |
| 20   | GT3    | 95 | Oman Racing Team avec TF Sport  | Ahmad Al Harthy Michael Dinan (en)             | Aston Martin Vantage AMR GT3    | M     | 12    | + 1 min 30 s 366 |
| 20   | GT3    | 95 | Oman Racing Team avec TF Sport  | Ahmad Al Harthy Michael Dinan (en)             | Aston Martin 4,0 L V8 Turbo     | M     | 12    | + 1 min 30 s 366 |
| 21   | GT3    | 8  | Iron Lynx                       | Doriane Pin Manuela Gostner                    | Ferrari 488 GT3 Evo 2020        | M     | 12    | + 1 min 31 s 490 |
| 21   | GT3    | 8  | Iron Lynx                       | Doriane Pin Manuela Gostner                    | Ferrari F154CB 3,9 L V8 Turbo   | M     | 12    | + 1 min 31 s 490 |
| 22   | GT3    | 61 | AF Corse                        | Gino Forgione Andrea Montermini                | Ferrari 488 GT3 Evo 2020        | M     | 12    | + 1 min 31 s 830 |
| 22   | GT3    | 61 | AF Corse                        | Gino Forgione Andrea Montermini                | Ferrari F154CB 3,9 L V8 Turbo   | M     | 12    | + 1 min 31 s 830 |
| 23   | GT3    | 92 | Herberth Motorsport             | Alfred Renauer (de) Jürgen Häring              | Porsche 911 GT3 R               | M     | 12    | 1 min 34 s 418   |
| 23   | GT3    | 92 | Herberth Motorsport             | Alfred Renauer (de) Jürgen Häring              | Porsche 4,0 L Flat Six Atmo     | M     | 12    | 1 min 34 s 418   |
| 24   | GT3    | 62 | AF Corse                        | Franck Dezoteux (de) Stephane Tribaudini       | Ferrari 488 GT3 Evo 2020        | M     | 12    | + 1 min 55 s 152 |
| 24   | GT3    | 62 | AF Corse                        | Franck Dezoteux (de) Stephane Tribaudini       | Ferrari F154CB 3,9 L V8 Turbo   | M     | 12    | + 1 min 55 s 152 |
| 25   | LMP3   | 3  | DKR Engineering                 | Jean Glorieux Laurents Hörr                    | Duqueine M30 - D08              | M     | 12    | + 2 min 02 s 766 |
| 25   | LMP3   | 3  | DKR Engineering                 | Jean Glorieux Laurents Hörr                    | Nissan VK56DE 5,6 L V8 Atmo     | M     | 12    | + 2 min 02 s 766 |
| 26   | GT3    | 72 | Belgian Audi Club Team WRT      | Jean-Denis Delétraz Charles Weerts (en)        | Audi R8 LMS Evo                 |       | 12    | + 2 min 16 s 363 |
| 26   | GT3    | 72 | Belgian Audi Club Team WRT      | Jean-Denis Delétraz Charles Weerts (en)        | Audi 5,2 L V10 Atmo             |       | 12    | + 2 min 16 s 363 |
| 27   | LMP3   | 16 | Team Virage                     | Sacha Lehmann Matthias Lüthen (en)             | Ligier JS P320                  | M     | 12    | + 2 min 49 s 180 |
| 27   | LMP3   | 16 | Team Virage                     | Sacha Lehmann Matthias Lüthen (en)             | Nissan VK56DE 5,6 L V8 Atmo     | M     | 12    | + 2 min 49 s 180 |
| 28   | LMP3   | 21 | Mühlner Motorsport              | Ugo de Wilde Moritz Kranz                      | Duqueine M30 - D08              | M     | 12    | + 2 min 55 s 225 |
| 28   | LMP3   | 21 | Mühlner Motorsport              | Ugo de Wilde Moritz Kranz                      | Nissan VK56DE 5,6 L V8 Atmo     | M     | 12    | + 2 min 55 s 225 |
| 29   | GT3    | 34 | ROFGO Racing avec Team WRT      | Benjamin Goethe Roald Goethe                   | Audi R8 LMS Evo                 |       | 12    | + 3 min 05 s 768 |
| 29   | GT3    | 34 | ROFGO Racing avec Team WRT      | Benjamin Goethe Roald Goethe                   | Audi 5,2 L V10 Atmo             |       | 12    | + 3 min 05 s 768 |
| 30   | LMP3   | 98 | Motorsport98                    | Eric De Doncker (en) Dino Lunardi              | Ligier JS P320                  | M     | 12    | + 4 min 01 s 834 |
| 30   | LMP3   | 98 | Motorsport98                    | Eric De Doncker (en) Dino Lunardi              | Nissan VK56DE 5,6 L V8 Atmo     | M     | 12    | + 4 min 01 s 834 |
| 31   | LMP3   | 55 | Rinaldi Racing                  | Steve Parrow Dominik Schwager (en)             | Duqueine M30 - D08              | M     | 12    | + 4 min 38 s 364 |
| 31   | LMP3   | 55 | Rinaldi Racing                  | Steve Parrow Dominik Schwager (en)             | Nissan VK56DE 5,6 L V8 Atmo     | M     | 12    | + 4 min 38 s 364 |
| 32   | LMP3   | 17 | IDEC Sport                      | Dimitri Enjalbert Patrice Lafargue             | Ligier JS P320                  | M     | 11    | + 1 tour         |
| 32   | LMP3   | 17 | IDEC Sport                      | Dimitri Enjalbert Patrice Lafargue             | Nissan VK56DE 5,6 L V8 Atmo     | M     | 11    | + 1 tour         |
| Abd. | LMP3   | 52 | Racing Spirit of Léman          | Mathijs Bakker Tijmen van der Helm             | Ligier JS P320                  | M     | 11    |                  |
| Abd. | LMP3   | 52 | Racing Spirit of Léman          | Mathijs Bakker Tijmen van der Helm             | Nissan VK56DE 5,6 L V8 Atmo     | M     | 11    |                  |
| Abd. | LMP3   | 11 | Wochenspiegel Team Monschau     | Leonard Weiss Torsten Kratz                    | Duqueine M30 - D08              | M     | 10    |                  |
| Abd. | LMP3   | 11 | Wochenspiegel Team Monschau     | Leonard Weiss Torsten Kratz                    | Nissan VK56DE 5,6 L V8 Atmo     | M     | 10    |                  |
| Abd. | LMP3   | 26 | United Autosports               | James McGuire Guy Smith                        | Ligier JS P320                  | M     | 10    |                  |
| Abd. | LMP3   | 26 | United Autosports               | James McGuire Guy Smith                        | Nissan VK56DE 5,6 L V8 Atmo     | M     | 10    |                  |
| Abd. | LMP3   | 74 | MV2S Racing                     | Christophe Cresp (de) Sébastien Baud           | Ligier JS P320                  | M     | 10    |                  |
| Abd. | LMP3   | 74 | MV2S Racing                     | Christophe Cresp (de) Sébastien Baud           | Nissan VK56DE 5,6 L V8 Atmo     | M     | 10    |                  |
| Abd. | LMP3   | 73 | TS Corse                        | Pietro Peccenini Cian Noel Carey               | Duqueine M30 - D08              | M     | 10    |                  |
| Abd. | LMP3   | 73 | TS Corse                        | Pietro Peccenini Cian Noel Carey               | Nissan VK56DE 5,6 L V8 Atmo     | M     | 10    |                  |
| Abd. | LMP3   | 1  | DKR Engineering                 | Nathan Kumar Marcello Marateotto               | Duqueine M30 - D08              | M     | 9     |                  |
| Abd. | LMP3   | 1  | DKR Engineering                 | Nathan Kumar Marcello Marateotto               | Nissan VK56DE 5,6 L V8 Atmo     | M     | 9     |                  |
| Abd. | LMP3   | 28 | Nielsen Racing                  | Tristan Nunez Steven Thomas                    | Ligier JS P320                  | M     | 5     |                  |
| Abd. | LMP3   | 28 | Nielsen Racing                  | Tristan Nunez Steven Thomas                    | Nissan VK56DE 5,6 L V8 Atmo     | M     | 5     |                  |
| Abd. | LMP3   | 29 | Revere Racing                   | Simon Escallier John Falb                      | ADESS-03 Evo                    |       | 5     |                  |
| Abd. | LMP3   | 29 | Revere Racing                   | Simon Escallier John Falb                      | Nissan VK56DE 5,6 L V8 Atmo     |       | 5     |                  |
| Abd. | LMP3   | 20 | Grainmarket Racing              | Mark Crader Alex Mortimer                      | Duqueine M30 - D08              | M     | 4     |                  |
| Abd. | LMP3   | 20 | Grainmarket Racing              | Mark Crader Alex Mortimer                      | Nissan VK56DE 5,6 L V8 Atmo     | M     | 4     |                  |
| Abd. | GT3    | 83 | Racetivity                      | Emmanuel Collard Charles-Henri Samani          | Mercedes-AMG GT3 Evo            |       | 2     |                  |
| Abd. | GT3    | 83 | Racetivity                      | Emmanuel Collard Charles-Henri Samani          | Mercedes-AMG M159 6,2 L V8 Atmo |       | 2     |                  |
| Abd. | GT3    | 2  | Pzoberer Zürichsee par TFT (en) | Nicolas Leutwiler Julien Andlauer              | Porsche 911 GT3 R               | M     | 2     |                  |
| Abd. | GT3    | 2  | Pzoberer Zürichsee par TFT (en) | Nicolas Leutwiler Julien Andlauer              | Porsche 4,0 L Flat Six Atmo     | M     | 2     |                  |
| Abd. | LMP3   | 14 | RLR Msport                      | Malthe Jakobsen Michael Benham                 | Ligier JS P320                  | M     | 2     |                  |
| Abd. | LMP3   | 14 | RLR Msport                      | Malthe Jakobsen Michael Benham                 | Nissan VK56DE 5,6 L V8 Atmo     | M     | 2     |                  |
| Abd. | GT3    | 51 | AF Corse                        | Kenji Abe Eddie Cheever III (en)               | Ferrari 488 GT3 Evo 2020        | M     | 1     |                  |
| Abd. | GT3    | 51 | AF Corse                        | Kenji Abe Eddie Cheever III (en)               | Ferrari F154CB 3,9 L V8 Turbo   | M     | 1     |                  |

### Pole position et record du tour
- Pole position :  Laurents Hörr (#3 DKR Engineering) en 3 min 44 s 352
- Meilleur tour en course :  Laurents Hörr (#3 DKR Engineering) en 3 min 46 s 374

### Tours en tête
- no 21 Duqueine M30 - D08 - Mühlner Motorsport :  3 tours (1-3)[2]
- no 66 Duqueine M30 - D08 - Rinaldi Racing :  1 tour (4)
- no 7 Ligier JS P320 - Nielsen Racing :  8 tours (5-12)

## Course 2

### Classement de la course
Voici le classement provisoire au terme de la course.
- Les vainqueurs de chaque catégorie sont signalés par un fond jauni.

| Pos        | Classe | no | Écurie                          | Pilotes                                        | Châssis                         | Pneus | Tours | Temps            |
| Pos        | Classe | no | Écurie                          | Pilotes                                        | Moteur                          | Pneus | Tours | Temps            |
| ---------- | ------ | -- | ------------------------------- | ---------------------------------------------- | ------------------------------- | ----- | ----- | ---------------- |
| 1          | LMP3   | 21 | Mühlner Motorsport              | Ugo de Wilde Moritz Kranz                      | Duqueine M30 - D08              | M     | 13    | 54 min 37 s 386  |
| 1          | LMP3   | 21 | Mühlner Motorsport              | Ugo de Wilde Moritz Kranz                      | Nissan VK56DE 5,6 L V8 Atmo     | M     | 13    | 54 min 37 s 386  |
| 2          | LMP3   | 19 | Cool Racing                     | Niklas Krütten Mathieu de Barbuat              | Ligier JS P320                  | M     | 13    | + 11 s 069       |
| 2          | LMP3   | 19 | Cool Racing                     | Niklas Krütten Mathieu de Barbuat              | Nissan VK56DE 5,6 L V8 Atmo     | M     | 13    | + 11 s 069       |
| 3          | LMP3   | 14 | RLR Msport                      | Malthe Jakobsen Michael Benham                 | Ligier JS P320                  | M     | 13    | + 15 s 213       |
| 3          | LMP3   | 14 | RLR Msport                      | Malthe Jakobsen Michael Benham                 | Nissan VK56DE 5,6 L V8 Atmo     | M     | 13    | + 15 s 213       |
| 4          | LMP3   | 66 | Rinaldi Racing                  | Alexander Mattschull (de) Nicolás Varrone (en) | Duqueine M30 - D08              | M     | 13    | + 28 s 875       |
| 4          | LMP3   | 66 | Rinaldi Racing                  | Alexander Mattschull (de) Nicolás Varrone (en) | Nissan VK56DE 5,6 L V8 Atmo     | M     | 13    | + 28 s 875       |
| 5          | LMP3   | 71 | Team Virage                     | Garett Grist Rob Hodes                         | Ligier JS P320                  | M     | 13    | + 42 s 781       |
| 5          | LMP3   | 71 | Team Virage                     | Garett Grist Rob Hodes                         | Nissan VK56DE 5,6 L V8 Atmo     | M     | 13    | + 42 s 781       |
| 6          | LMP3   | 15 | RLR Msport                      | Alex Kapadia Martin Rich                       | Ligier JS P320                  | M     | 13    | + 56 s 702       |
| 6          | LMP3   | 15 | RLR Msport                      | Alex Kapadia Martin Rich                       | Nissan VK56DE 5,6 L V8 Atmo     | M     | 13    | + 56 s 702       |
| 7          | LMP3   | 11 | Wochenspiegel Team Monschau     | Leonard Weiss Torsten Kratz                    | Duqueine M30 - D08              | M     | 13    | + 58 s 003       |
| 7          | LMP3   | 11 | Wochenspiegel Team Monschau     | Leonard Weiss Torsten Kratz                    | Nissan VK56DE 5,6 L V8 Atmo     | M     | 13    | + 58 s 003       |
| 8          | LMP3   | 28 | Nielsen Racing                  | Tristan Nunez Steven Thomas                    | Ligier JS P320                  | M     | 13    | + 1 min 16 s 359 |
| 8          | LMP3   | 28 | Nielsen Racing                  | Tristan Nunez Steven Thomas                    | Nissan VK56DE 5,6 L V8 Atmo     | M     | 13    | + 1 min 16 s 359 |
| 9          | LMP3   | 5  | Phoenix Racing                  | Hamza Owega Finn Gehrsitz                      | Ligier JS P320                  | M     | 13    | + 1 min 16 s 701 |
| 9          | LMP3   | 5  | Phoenix Racing                  | Hamza Owega Finn Gehrsitz                      | Nissan VK56DE 5,6 L V8 Atmo     | M     | 13    | + 1 min 16 s 701 |
| 10         | LMP3   | 23 | United Autosports               | John Schauerman Duncan Tappy                   | Ligier JS P320                  | M     | 13    | + 1 min 17 s 073 |
| 10         | LMP3   | 23 | United Autosports               | John Schauerman Duncan Tappy                   | Nissan VK56DE 5,6 L V8 Atmo     | M     | 13    | + 1 min 17 s 073 |
| 11         | LMP3   | 16 | Team Virage                     | Sacha Lehmann Matthias Lüthen (en)             | Ligier JS P320                  | M     | 13    | + 1 min 21 s 543 |
| 11         | LMP3   | 16 | Team Virage                     | Sacha Lehmann Matthias Lüthen (en)             | Nissan VK56DE 5,6 L V8 Atmo     | M     | 13    | + 1 min 21 s 543 |
| 12         | LMP3   | 32 | United Autosports               | Andy Meyrick Daniel Schneider                  | Ligier JS P320                  | M     | 13    | + 1 min 26 s 786 |
| 12         | LMP3   | 32 | United Autosports               | Andy Meyrick Daniel Schneider                  | Nissan VK56DE 5,6 L V8 Atmo     | M     | 13    | + 1 min 26 s 786 |
| 13         | LMP3   | 18 | Mühlner Motorsport              | Andres Latorre Canon Garnet Patterson          | Duqueine M30 - D08              | M     | 13    | + 1 min 32 s 095 |
| 13         | LMP3   | 18 | Mühlner Motorsport              | Andres Latorre Canon Garnet Patterson          | Nissan VK56DE 5,6 L V8 Atmo     | M     | 13    | + 1 min 32 s 095 |
| 14         | LMP3   | 77 | Team Thor                       | Auðunn Guðmundsson (en) Tom Ashton             | Ligier JS P320                  | M     | 13    | + 1 min 34 s 776 |
| 14         | LMP3   | 77 | Team Thor                       | Auðunn Guðmundsson (en) Tom Ashton             | Nissan VK56DE 5,6 L V8 Atmo     | M     | 13    | + 1 min 34 s 776 |
| 15         | LMP3   | 33 | CD Sport                        | Michael Jensen Adam Eteki                      | Ligier JS P320                  | M     | 13    | + 1 min 37 s 856 |
| 15         | LMP3   | 33 | CD Sport                        | Michael Jensen Adam Eteki                      | Nissan VK56DE 5,6 L V8 Atmo     | M     | 13    | + 1 min 37 s 856 |
| 16         | LMP3   | 17 | IDEC Sport                      | Dimitri Enjalbert Patrice Lafargue             | Ligier JS P320                  | M     | 13    | + 1 min 38 s 237 |
| 16         | LMP3   | 17 | IDEC Sport                      | Dimitri Enjalbert Patrice Lafargue             | Nissan VK56DE 5,6 L V8 Atmo     | M     | 13    | + 1 min 38 s 237 |
| 17         | LMP3   | 30 | Frikadelli Racing Team (de)     | Klaus Abbelen (en) Axcil Jefferies             | Ligier JS P320                  | M     | 13    | + 1 min 38 s 572 |
| 17         | LMP3   | 30 | Frikadelli Racing Team (de)     | Klaus Abbelen (en) Axcil Jefferies             | Nissan VK56DE 5,6 L V8 Atmo     | M     | 13    | + 1 min 38 s 572 |
| 18         | LMP3   | 69 | Cool Racing                     | Maurice Smith (en) Matthew Bell                | Ligier JS P320                  | M     | 13    | + 1 min 39 s 242 |
| 18         | LMP3   | 69 | Cool Racing                     | Maurice Smith (en) Matthew Bell                | Nissan VK56DE 5,6 L V8 Atmo     | M     | 13    | + 1 min 39 s 242 |
| 19         | LMP3   | 55 | Rinaldi Racing                  | Steve Parrow Dominik Schwager (en)             | Duqueine M30 - D08              | M     | 13    | + 1 min 42 s 912 |
| 19         | LMP3   | 55 | Rinaldi Racing                  | Steve Parrow Dominik Schwager (en)             | Nissan VK56DE 5,6 L V8 Atmo     | M     | 13    | + 1 min 42 s 912 |
| 20         | LMP3   | 25 | Racing Spirit of Léman          | Théo Chalal Jacques Wolff                      | Ligier JS P320                  | M     | 13    | + 1 min 46 s 568 |
| 20         | LMP3   | 25 | Racing Spirit of Léman          | Théo Chalal Jacques Wolff                      | Nissan VK56DE 5,6 L V8 Atmo     | M     | 13    | + 1 min 46 s 568 |
| 21         | LMP3   | 20 | Grainmarket Racing              | Mark Crader Alex Mortimer                      | Duqueine M30 - D08              | M     | 13    | + 1 min 50 s 677 |
| 21         | LMP3   | 20 | Grainmarket Racing              | Mark Crader Alex Mortimer                      | Nissan VK56DE 5,6 L V8 Atmo     | M     | 13    | + 1 min 50 s 677 |
| 22         | LMP3   | 74 | MV2S Racing                     | Christophe Cresp (de) Sébastien Baud           | Ligier JS P320                  | M     | 13    | + 1 min 51 s 077 |
| 22         | LMP3   | 74 | MV2S Racing                     | Christophe Cresp (de) Sébastien Baud           | Nissan VK56DE 5,6 L V8 Atmo     | M     | 13    | + 1 min 51 s 077 |
| 23         | LMP3   | 52 | Racing Spirit of Léman          | Mathijs Bakker Tijmen van der Helm             | Ligier JS P320                  | M     | 13    | + 1 min 51 s 366 |
| 23         | LMP3   | 52 | Racing Spirit of Léman          | Mathijs Bakker Tijmen van der Helm             | Nissan VK56DE 5,6 L V8 Atmo     | M     | 13    | + 1 min 51 s 366 |
| 24         | GT3    | 2  | Pzoberer Zürichsee par TFT (en) | Nicolas Leutwiler Julien Andlauer              | Porsche 911 GT3 R               | M     | 13    | + 1 min 53 s 464 |
| 24         | GT3    | 2  | Pzoberer Zürichsee par TFT (en) | Nicolas Leutwiler Julien Andlauer              | Porsche 4,0 L Flat Six Atmo     | M     | 13    | + 1 min 53 s 464 |
| 25         | GT3    | 8  | Iron Lynx                       | Rory Penttinen Logan Sargeant                  | Ferrari 488 GT3 Evo 2020        | M     | 13    | + 1 min 54 s 115 |
| 25         | GT3    | 8  | Iron Lynx                       | Rory Penttinen Logan Sargeant                  | Ferrari F154CB 3,9 L V8 Turbo   | M     | 13    | + 1 min 54 s 115 |
| 26         | LMP3   | 73 | TS Corse                        | Pietro Peccenini Cian Noel Carey               | Duqueine M30 - D08              | M     | 13    | + 1 min 54 s 762 |
| 26         | LMP3   | 73 | TS Corse                        | Pietro Peccenini Cian Noel Carey               | Nissan VK56DE 5,6 L V8 Atmo     | M     | 13    | + 1 min 54 s 762 |
| 27         | GT3    | 72 | Belgian Audi Club Team WRT      | Jean-Denis Delétraz Charles Weerts (en)        | Audi R8 LMS Evo                 | M     | 13    | + 1 min 56 s 257 |
| 27         | GT3    | 72 | Belgian Audi Club Team WRT      | Jean-Denis Delétraz Charles Weerts (en)        | Audi 5,2 L V10 Atmo             | M     | 13    | + 1 min 56 s 257 |
| 28         | LMP3   | 37 | Cool Racing                     | Antoine Doquin Josh Skelton                    | Ligier JS P320                  | M     | 13    | + 1 min 57 s 943 |
| 28         | LMP3   | 37 | Cool Racing                     | Antoine Doquin Josh Skelton                    | Nissan VK56DE 5,6 L V8 Atmo     | M     | 13    | + 1 min 57 s 943 |
| 29         | LMP3   | 12 | Black Falcon                    | Donar Nils Munding Maik Rosenberg              | Ligier JS P320                  | M     | 13    | + 2 min 00 s 169 |
| 29         | LMP3   | 12 | Black Falcon                    | Donar Nils Munding Maik Rosenberg              | Nissan VK56DE 5,6 L V8 Atmo     | M     | 13    | + 2 min 00 s 169 |
| 30         | LMP3   | 26 | United Autosports               | James McGuire Guy Smith                        | Ligier JS P320                  | M     | 13    | + 2 min 13 s 061 |
| 30         | LMP3   | 26 | United Autosports               | James McGuire Guy Smith                        | Nissan VK56DE 5,6 L V8 Atmo     | M     | 13    | + 2 min 13 s 061 |
| 31         | GT3    | 92 | Herberth Motorsport             | Alfred Renauer (de) Jürgen Häring              | Porsche 911 GT3 R               | M     | 13    | + 2 min 14 s 626 |
| 31         | GT3    | 92 | Herberth Motorsport             | Alfred Renauer (de) Jürgen Häring              | Porsche 4,0 L Flat Six Atmo     | M     | 13    | + 2 min 14 s 626 |
| 32         | GT3    | 95 | Oman Racing Team avec TF Sport  | Ahmad Al Harthy Michael Dinan (en)             | Aston Martin Vantage AMR GT3    | M     | 13    | + 2 min 16 s 968 |
| 32         | GT3    | 95 | Oman Racing Team avec TF Sport  | Ahmad Al Harthy Michael Dinan (en)             | Aston Martin 4,0 L V8 Turbo     | M     | 13    | + 2 min 16 s 968 |
| 33         | GT3    | 8  | Iron Lynx                       | Doriane Pin Manuela Gostner                    | Ferrari 488 GT3 Evo 2020        | M     | 13    | + 2 min 18 s 189 |
| 33         | GT3    | 8  | Iron Lynx                       | Doriane Pin Manuela Gostner                    | Ferrari F154CB 3,9 L V8 Turbo   | M     | 13    | + 2 min 18 s 189 |
| 34         | GT3    | 62 | AF Corse                        | Franck Dezoteux (de) Stephane Tribaudini       | Ferrari 488 GT3 Evo 2020        | M     | 13    | + 2 min 21 s 716 |
| 34         | GT3    | 62 | AF Corse                        | Franck Dezoteux (de) Stephane Tribaudini       | Ferrari F154CB 3,9 L V8 Turbo   | M     | 13    | + 2 min 21 s 716 |
| 35         | GT3    | 34 | ROFGO Racing avec Team WRT      | Benjamin Goethe Roald Goethe                   | Audi R8 LMS Evo                 | M     | 13    | + 2 min 46 s 230 |
| 35         | GT3    | 34 | ROFGO Racing avec Team WRT      | Benjamin Goethe Roald Goethe                   | Audi 5,2 L V10 Atmo             | M     | 13    | + 2 min 46 s 230 |
| 36         | GT3    | 61 | AF Corse                        | Gino Forgione Andrea Montermini                | Ferrari 488 GT3 Evo 2020        | M     | 12    | + 1 tour         |
| 36         | GT3    | 61 | AF Corse                        | Gino Forgione Andrea Montermini                | Ferrari F154CB 3,9 L V8 Turbo   | M     | 12    | + 1 tour         |
| 37         | LMP3   | 1  | DKR Engineering                 | Nathan Kumar Marcello Marateotto               | Duqueine M30 - D08              | M     | 12    | + 1 tour         |
| 37         | LMP3   | 1  | DKR Engineering                 | Nathan Kumar Marcello Marateotto               | Nissan VK56DE 5,6 L V8 Atmo     | M     | 12    | + 1 tour         |
| Non Classé |        |    |                                 |                                                |                                 |       |       |                  |
| Abd.       | LMP3   | 22 | United Autosports               | Scott Andrews (de) Gerald Kraut                | Ligier JS P320                  | M     | 12    |                  |
| Abd.       | LMP3   | 22 | United Autosports               | Scott Andrews (de) Gerald Kraut                | Nissan VK56DE 5,6 L V8 Atmo     | M     | 12    |                  |
| Abd.       | GT3    | 83 | Racetivity                      | Emmanuel Collard Charles-Henri Samani          | Mercedes-AMG GT3 Evo            | M     | 11    |                  |
| Abd.       | GT3    | 83 | Racetivity                      | Emmanuel Collard Charles-Henri Samani          | Mercedes-AMG M159 6,2 L V8 Atmo | M     | 11    |                  |
| Abd.       | LMP3   | 27 | Nielsen Racing                  | Nicholas Adcock Max Koebolt                    | Ligier JS P320                  | M     | 10    |                  |
| Abd.       | LMP3   | 27 | Nielsen Racing                  | Nicholas Adcock Max Koebolt                    | Nissan VK56DE 5,6 L V8 Atmo     | M     | 10    |                  |
| Abd.       | LMP3   | 3  | DKR Engineering                 | Jean Glorieux Laurents Hörr                    | Duqueine M30 - D08              | M     | 6     |                  |
| Abd.       | LMP3   | 3  | DKR Engineering                 | Jean Glorieux Laurents Hörr                    | Nissan VK56DE 5,6 L V8 Atmo     | M     | 6     |                  |
| Abd.       | LMP3   | 29 | Revere Racing                   | Simon Escallier John Falb                      | ADESS-03 Evo                    | M     | 6     |                  |
| Abd.       | LMP3   | 29 | Revere Racing                   | Simon Escallier John Falb                      | Nissan VK56DE 5,6 L V8 Atmo     | M     | 6     |                  |
| Abd.       | LMP3   | 7  | Nielsen Racing                  | Colin Noble Anthony Wells                      | Ligier JS P320                  | M     | 3     |                  |
| Abd.       | LMP3   | 7  | Nielsen Racing                  | Colin Noble Anthony Wells                      | Nissan VK56DE 5,6 L V8 Atmo     | M     | 3     |                  |
| Abd.       | LMP3   | 98 | Motorsport98                    | Eric De Doncker (en) Dino Lunardi              | Ligier JS P320                  | M     |       |                  |
| Abd.       | LMP3   | 98 | Motorsport98                    | Eric De Doncker (en) Dino Lunardi              | Nissan VK56DE 5,6 L V8 Atmo     | M     |       |                  |

### Pole position et record du tour
- Pole position :  Moritz Kranz (#21 Mühlner Motorsport) en 3 min 47 s 389
- Meilleur tour en course :  Nicolás Varrone (en) (#66 Rinaldi Racing) en 3 min 46 s 630

### Tours en tête
- no 21 Duqueine M30 - D08 - Mühlner Motorsport :  6 tours (1-6 / 8-13)[4]
- no 11 Duqueine M30 - D08 - Wochenspiegel Team Monschau :  1 tour (7)

## À noter
- Longueur du circuit : 13,626 km (13 626 m)
- Nombre de virages : 38
- Nom du circuit : Circuit automobile de la Sarthe
- Lieu : Le Mans, Pays de la Loire, France